# East Bridgford
East Bridgford – wieś w Anglii, w hrabstwie Nottinghamshire, w dystrykcie Rushcliffe. Leży 12 km na wschód od miasta Nottingham i 174 km na północ od Londynu.